# آتشین قلبی
آتشین قلبی (نام علمی: Aethionema cordatum) نام یک گونه از سرده آتشین است. جنس یا سردهٔ آتشین در ایران ۱۱ گونه گیاه علفی یک ساله و چند ساله دارد. آتشین قلبی یکی از این ۱۱ گونهٔ موجود در ایران است.